# NGC 782
NGC 782 est une galaxie spirale barrée située dans la constellation de l'Éridan. NGC 782 a été découverte par l'astronome britannique John Herschel en 1834.

## Caractéristiques
Sa vitesse par rapport au fond diffus cosmologique est de 5 989 ± 11 km/s, ce qui correspond à une distance de Hubble de 88,3 ± 6,2 Mpc (∼288 millions d'al).
À ce jour, deux mesures non basées sur le décalage vers le rouge (redshift) donnent une distance de 43,300 ± 8,910 Mpc (∼141 millions d'al), ce qui est loin à l'extérieur des valeurs de la distance de Hubble.
La classe de luminosité de NGC 782 est II et elle présente une large raie HI.

## Supernova
La supernova SN 2011eb a été découverte dans NGC 782 le 9 juillet 2011 par l'astronome amateur sud africain Berto Monard. Cette supernova était de type Ia.